# Amherstia
Amherstia este un gen de plante din familia  Fabaceae.